# Friedrich Anding
Friedrich Anding (Gottinga, 26 giugno 1915 – Radevormwald, 7 febbraio 1996) è stato un militare tedesco della Wehrmacht durante la seconda guerra mondiale.

## Biografia
Friedrich Anding nacque a Gottinga il 26 giugno 1915. Durante la seconda guerra mondiale era tenente di riserva e aiutante nel reparto cacciacarri della Division Clausewitz. Ricevette tre distintivi in oro e tre in argento del distintivo di distruttore di carri, per la sconfitta di veicoli corazzati con armi leggere. L'8 maggio 1945 gli fu conferita la Croce di Cavaliere della croce di ferro per la distruzione di sei carri armati nell'area di Stadensen. Dopo la guerra, si unì alla Bundeswehr, che lasciò come capitano di riserva. Morì a Radevormwald il 7 febbraio 1996.